# Saison 2018 des Diamondbacks de l'Arizona
La saison 2018 des Diamondbacks de l'Arizona est la 21e saison en Ligue majeure de baseball pour cette franchise.

## Saison régulière
La saison régulière de 162 matchs des Diamondbacks débute le 29 mars avec la visite des Rockies du Colorado et se termine le 30 septembre suivant. 

### Classement
| Ligue nationale division Ouest | V  | D  | %    | Diff. | Diff. (élim.) |
| ------------------------------ | -- | -- | ---- | ----- | ------------- |
| Dodgers de Los Angeles         | 92 | 71 | ,564 | -     | -             |
| Rockies du Colorado            | 91 | 72 | ,558 | 1     | -             |
| Diamondbacks de l'Arizona      | 82 | 72 | ,506 | 9.5   | -             |
| Giants de San Francisco        | 73 | 89 | ,451 | 18.5  | -             |
| Padres de San Diego            | 66 | 96 | ,407 | 25.5  | -             |